# Bernard C. Webber
Ne doit pas être confondu avec Bernard Werber.
Bernard Challen Webber (né le 9 mai 1928 à Milton et mort le 24 janvier 2009 à Melbourne) est un garde-côte américain.
Sous-officier affecté à la station des garde-côtes de Chatham, dans le Massachusetts, Webber, barreur de Coast Guard Motor Lifeboat CG 36500, s'est distingué dans le secours de l'équipage du pétrolier SS Pendleton lors d'une tempête le 18 février 1952 au large du cap Cod.
Son rôle est interprété par Chris Pine dans le film The Finest Hours (2016).